# 内特孔
内特孔（Netcong）是美国新泽西州莫里斯县的一个镇，人口约3000人（2006年）。當地的名字來自於马斯康尼康河。這條河由美洲原住民莱纳佩人命名。